# Család Vagyunk
A Család Vagyunk (szlovákul Sme Rodina, SR) egy szlovákiai párt.

## Története
A pártot 2015. november 10-én hozta létre Boris Kollár üzletember. A párt 6,6 százalékot kapott a 2016-os szlovákiai parlamenti választáson, és ezzel 11 mandátumot szerzett a szlovák parlamentben.
2020. március 21. óta a párt a Matovič-kormány egyik pártja, jelenleg három miniszteri tárcával rendelkezik.

## Választási eredmények

### Parlamenti választások
| Választás | Szavazatok száma | Szavazatok aránya | Mandátumok száma | Mandátumok aránya | Parlamenti szerepe |
| --------- | ---------------- | ----------------- | ---------------- | ----------------- | ------------------ |
| 2016-os   | 172 860          | 7,33%             | 11               | 6,63%             | ellenzék           |
| 2020-as   | 237 531          | 8,24%             | 17               | 11,33%            | kormánypárt        |
| 2023-as   | 65 673           | 2,21%             | 0                | 0%                | nem jutott be      |

### A szavazatok területi megoszlása

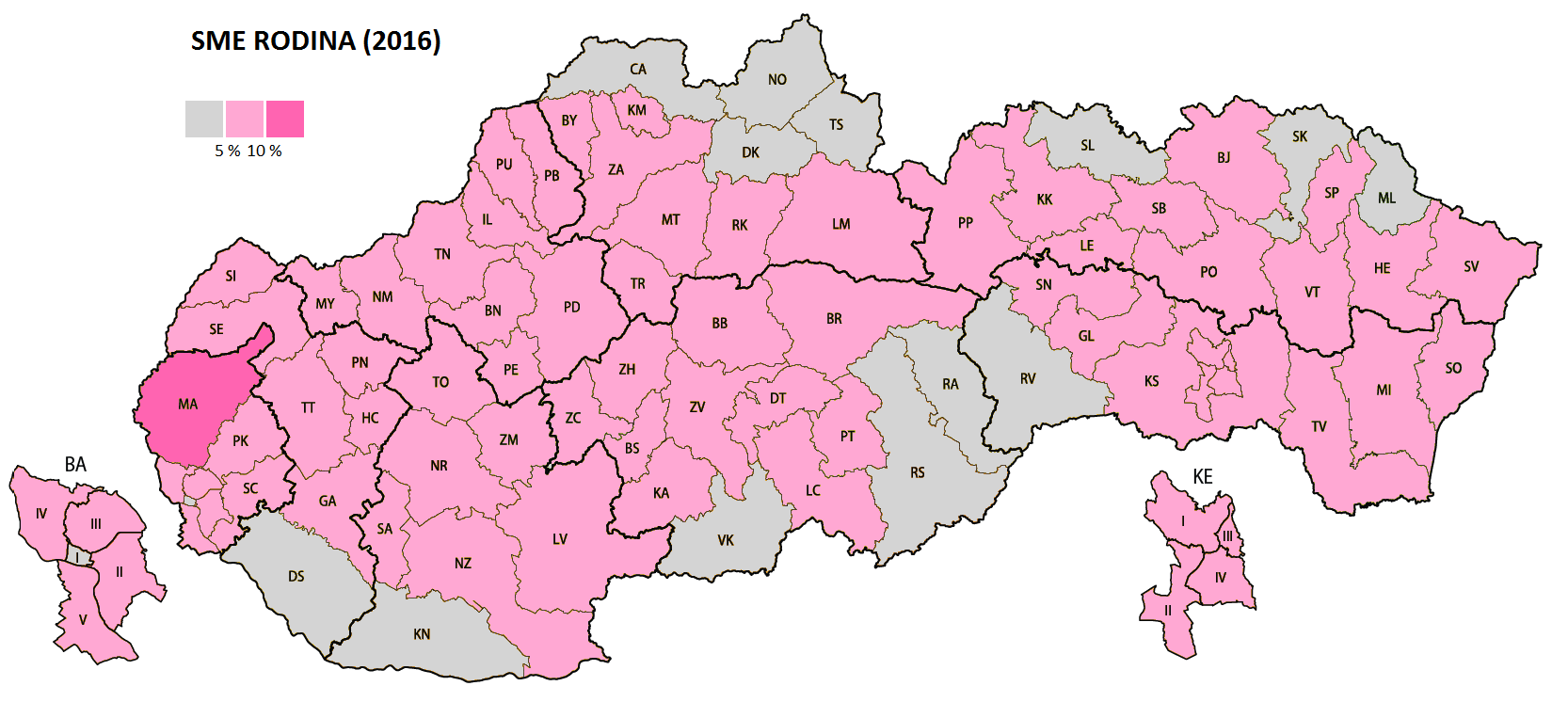
A Sme Rodina által elért százalékos eredmény Szlovákia egyes járásaiban a 2016-os parlamenti választáson
A Sme Rodina által elért százalékos eredmény Szlovákia egyes járásaiban a 2020-as parlamenti választáson
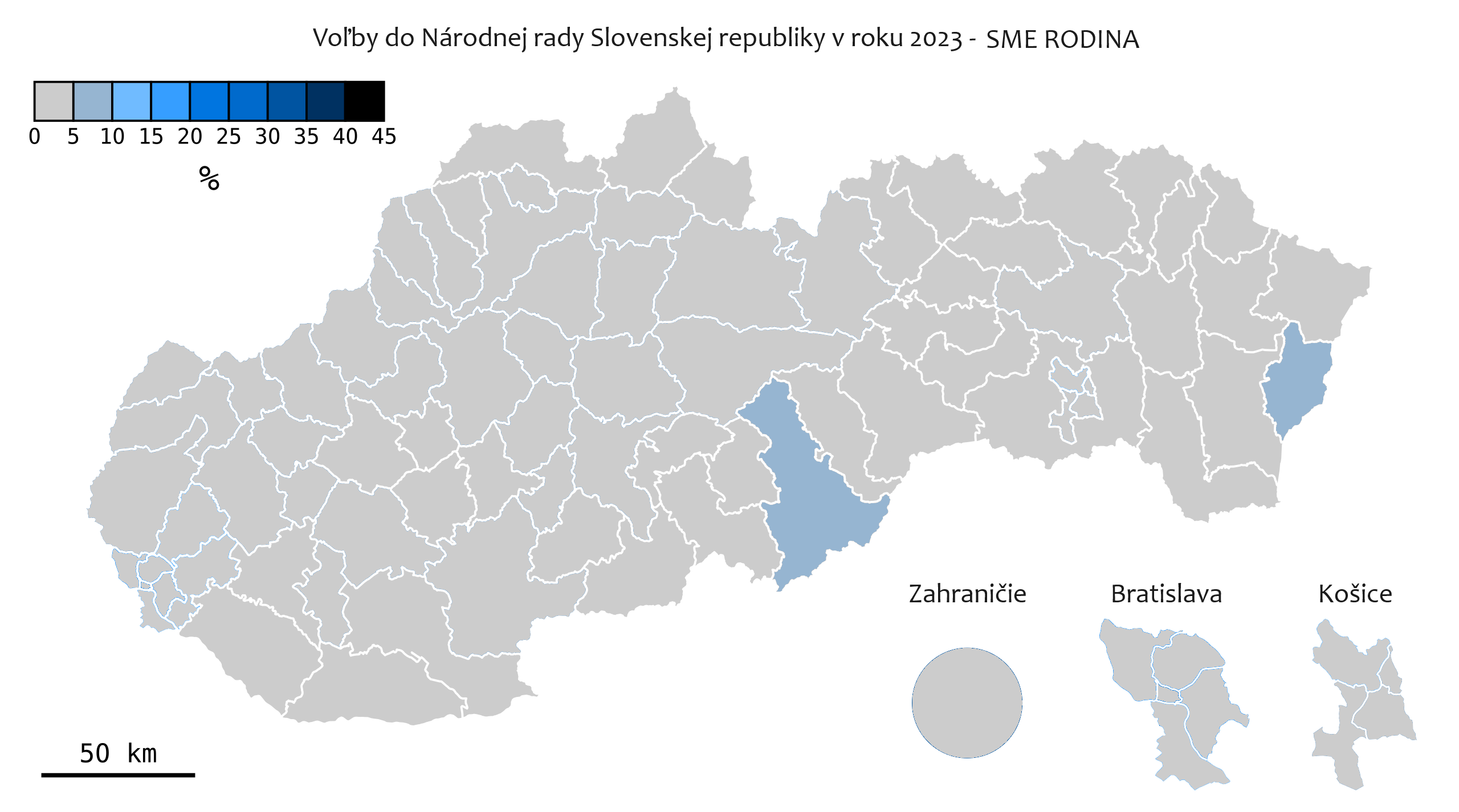
A Sme Rodina által elért százalékos eredmény Szlovákia egyes járásaiban a 2023-as parlamenti választáson

### Európai parlamenti választások
| Választás | Szavazatok száma | Szavazatok aránya | Mandátumok száma | Európai parlamenti csoport |
| --------- | ---------------- | ----------------- | ---------------- | -------------------------- |
| 2019-es   | 31 840           | 3,23%             | 0                | –                          |